# Пентекостализам
Пентекостализам је једна од протестантских харизматских верских група у хришћанству. која наглашава директно лично искуство са Богом преко крштења у Светом духу. Термин пентекосталан потиче од празникa Духова (транслит.), када се, по библијском предању, Свети дух спустио на апостолe и другe следбенике Исуса Христа у Јерусалиму, за време слављења Празника седмица, како је описано у Делима апостолским.
Као и други облици евангелистичког протестантизма, пентекостализам се придржава непогрешивости Библије и неопходности Новог рођења: индивидуално покајање свога греха и прихватање Исуса Христа као свог личног Господа и Спаситеља. Одликује се вером у „крштење Духом Светим“ и крштење водом, што омогућава хришћанину да „живи живот испуњен и оснажен Духом“. Ово оснаживање укључује употребу духовних дарова као што су глосолалија и божанско исцељење. Због њихове посвећености библијском ауторитету, духовним даровима и чудеснима, пентекосталци виде њихов покрет као одраз исте врсте духовне моћи и учења која су пронађена у апостолско доба раног Хришћанства. Из тог разлога, неки пентекосталци такође користе термине „Апостолски“ или „Пуно Јеванђеље“ да опишу свој покрет.
Свети пентекостализам се појавио у раном 20. веку међу радикалним присталицама Покрета светости, који су били под напоном хришћанског препорода и у очекивању предстојећег другог Христовог доласка. Верујући да живе у крајњим временима, очекивали су да ће Бог духовно обновити хришћанску цркву и спровести рестаурацију духовних дарова и евангелизацију света. Године 1900, Чарлс Парем, амерички евангелиста и божански исцељеник је почео проповедати да је глосолалија библијски доказ „духовног крштења“. Упоредо са Вилијамом Сејмуром, проповедником Веслијанске светости, учио је да је ово трећи благослов. Трогодишње оживљавање у улици Азуса, који је основао и водио Сејмур у Лос Анђелесу, Калифорнија је резултирало растом пентекостализма широм Сједињених Држава и остатка света. Посетиоци су носили пентекосталско искуство у своје матичне цркве или су се осетили позваним на мисију. Док практично све пентекосталне деноминације вуку своје порекло од улице Азуса, покрет је имао неколико подела и контроверзи. Рани спорови су били усредсређени на изазове доктрине о целокупном освећењу, и касније о Светој Тројици. Због тога је пентекостални покрет подељен између пентекостализма светости који потврђују три одређена дела благодати, и пентекостализма завршеног рада који је подељен на тринитарне и нетринитарне гране, које су довеле до раста јединственог Пентекостализма.
Пентекостализам је врло децентрализован, и састоји се од преко 700 деноминација и много независних цркава. Не постоји централна власт, али многе деноминације су повезане кроз Пентекосталско светско братство. Са преко 279 милиона класичних пентекосталца широм света, покрет је у расту у многим деловима света, нарочито у земљама глобалног југа и трећег света. Од 1960-их, пентекостализам је све више прихваћен од стране других хришћанских традиција, и пентекостална веровања о крштењу Светог Духа и духовних дарова су прихваћени од непентекосталних хришћана у протестантским и католичким црквама, кроз њихову приврженост харизматском покрету. Укупно, 644 милион људи широм света су пентекосталци и/или харизматски хришћани Док је покрет првобитно привлачио углавном ниже класе на глобалном југу, постоји нова привлачност за средњу класу. Конгрегације средње класе обично имају мање чланова. Верује се да је пентекостализам најбрже растући религијски покрет у свету.

## Историја

### Позадина
Рани пентекосталци су сматрали да је покрет новија обнова црквене апостолске моћи, и историчари као што су Цецил М. Робек Млађи и Едит Блумхофер пишу да се покрет јавио из радикалних евангелистичких покрета обнове у другој половини 19. века у САД и Уједињеном Краљевству.
Унутар овог радикалног евангелизма, најјаче изражен у Веслејско-светим покрету и Покрету већег живота, теме рестауратонизма, премиленијализма, верског исцељења, и већа пажња особи и раду Светог Духа били су централни за настанак пентекостализма. Верујући да је Други Христов долазак био неминован, ови хришћани су очекивали обновљење апостолске моћи, духовних дарова и чудотворан крај времена. Људи као што су Двајт Л. Муди и Ер-Еј Тори су почели да причају о искуству који је доступно свим хришћанима и који би оснажило вернике да евангелизују свет, често називано крштење са Светим Духом.
Неки хришћански лидери и покрети су имали значајан утицај на ране пентекосталце. У суштини, универзално веровање у наставак свих духовних дарова у Кесвичком и Покрету већег живота чинили су важну историјску позадину за раст пентекостализма. Алберт Бенџамин Симпсон (1843–1919) и његов Хришћански и мисионарни савез (основан 1887.) је био врло значајан у раним годинама пентекостализма, нарочито на развоју Скупштине Бога. Други утицај на рани пентекостализам јесте Џон Александар Доуви (1847–1907) и његова Хришћанска католичка апостолска црква (основана 1896.). Пентекосталци су прихватили учења Симпсона, Доувија, Гордона (1836–1895) и Етера (1844–1924; она се касније придружила Пентекосталном покрету) о лечењу. Ирвингова Католичка апостолска црква (основана око 1831.) је исто показала многе карактеристике који су касније нађене у пентекосталном обновљењу.‍:131
Изоловане хришћанске групе су осетиле харизматичке феномене као што је божанско исцељење и глосолалија. Пентекостални покрет светости је пружио теолошко објашњење за оно што се дешавало овим хришћанима, и прилагодио је модификовани облик веслијанске сотериологије да би се прилагодили њиховом новом схватању.

## Распрострањеност
Сматра се да ова хришћанска вероисповест окупља око 200 до 600 милиона верника широм света. У истраживању из 2006. године, наводи се да пентекосталци у Гватемали чине 20% верника, у Кенији 33%, у Бразилу 15%, на Филипинима 4%, у Јужној Африци 10%, у Чилеу 9%, у Нигерији 18% и у САД 5%.
Највећа организација пентекосталаца у свету је Божија скупштина или Апостолска црква која окупља око 57 милиона верника.
Број верника најбрже расте у Латинској Америци, Африци и Азији.

## Доктрина
Пентекосталци припадају евангелистичком покрету који наглашава непогрешивост Библије и потребу за трансформацијом живота особе кроз веру у Исуса Христа.
Поред поштовања класичног библијског учења, пентекосталци посебан значај придају утицају и присуству Светог духа. Већина заједница прихвата догму Светог тројства, док неки сматрају да је Бог јединствен. Пентекосталци верују да је за чуда и мистерије Новог завета одговоран Свети дух (излечења, пророчанства, глосолалија). 
Њихови верници могу у духовном заносу да изговарају непрепознатљиве фразе (глосолалија). Савремени теолози овог покрета тврде да је то проналажење личног језика за комуникацију са Богом. Раније се сматрало да је у питању мистериозна моћ говора страним, до тада непознатим језицима (ксеноглосија). Крштење новорођенчади се не практикује. Крштавају се одрасли људи, а овај обред се сматра комеморацијом. Неке заједнице поред крштења и причешћа практикују и обред прања ногу. До спасења се долази милошћу божијом услед вере у Исуса Христа. Добра дела, као што је исповед, нису неопходна. Већина заједница сматра да духовно крштење и глосолалија, иако пожељни, нису предуслов спасења. 
Научна сазнања су прихватљива само онда када не противрече библијским истинама. Стога многе групе одбацују теорију еволуције и прихватају креационизам.

## Пракса

### Божја служба
Божја служба код пентекосталаца је живахна. У њој се пуно пева, тапше рукама и покреће у ритму музике. Музика има велики значај, а чешће су присутне модерне клавијатуре и бубњеви него оргуље, јер је музика модерна и ритмична. Језик црквених песама је обично енглески. Служба траје најмање 90 минута. 
Важан део црквеног обреда су певање и молитве у славу божју у слободној форми и са уздигнутим рукама. У службу спадају глосолалија и пророчански говори. Формална литургија није пожељна, јер се сматра да би могла да омете деловање Светог духа. 
Човек који држи проповед повремено прекида свој говор да би заједница потврдила његове речи узвицима „Амен!“ или „Алелуја!“, на крају службе позивају се да приђу они који би да се крсте, благослове или излече.

### Верске заједнице
Пентекосталци немају централну црквену организацију. Њихове заједнице припадају различитим фракцијама ове вере које поштују делимично различите доктрине. 
Верске заједнице пентекосталаца организоване су у мале групе верника по принципу конгрегационализма (аутономне и равноправне заједнице). Оне се састају једном недељно где група заједнички пева, моли се и проучава Библију. Вођа заједнице је старији угледни верник који има јак глас.